# Гаворт (Оклахома)
Гаворт (англ. Haworth) — місто (англ. town) в США, в окрузі Маккертен штату Оклахома. Населення — 291 особа (2020).

## Географія
Гаворт розташований за координатами 33°50′27″ пн. ш. 94°39′25″ зх. д. / 33.84083° пн. ш. 94.65694° зх. д. (33.840898, -94.657035).  За даними Бюро перепису населення США в 2010 році місто мало площу 4,18 км², з яких 4,13 км² — суходіл та 0,05 км² — водойми.

## Демографія
Згідно з переписом 2010 року, у місті мешкало 297 осіб у 120 домогосподарствах у складі 78 родин. Густота населення становила 71 особа/км².  Було 148 помешкань (35/км²).
Расовий склад населення:
| - 76,1 % — білих - 10,1 % — корінних американців - 5,1 % — чорних або афроамериканців |

До двох чи більше рас належало 8,1 %. Частка іспаномовних становила 3,0 % від усіх жителів.
За віковим діапазоном населення розподілялося таким чином: 29,6 % — особи молодші 18 років, 60,0 % — особи у віці 18—64 років, 10,4 % — особи у віці 65 років та старші. Медіана віку мешканця становила 36,8 року. На 100 осіб жіночої статі у місті припадало 107,7 чоловіків;  на 100 жінок у віці від 18 років та старших — 102,9 чоловіків також старших 18 років.
Середній дохід на одне домашнє господарство  становив 33 137 доларів США (медіана — 28 929), а середній дохід на одну сім'ю — 35 885 доларів (медіана — 36 250). Медіана доходів становила 26 250 доларів для чоловіків та 25 625 доларів для жінок. За межею бідності перебувало 36,3 % осіб, у тому числі 46,5 % дітей у віці до 18 років та 27,0 % осіб у віці 65 років та старших.
Цивільне працевлаштоване населення становило 95 осіб. Основні галузі зайнятості: виробництво — 21,1 %, освіта, охорона здоров'я та соціальна допомога — 20,0 %, будівництво — 16,8 %.